# Chili op de Olympische Winterspelen 2014
Chili was een van de landen die deelnam aan de Olympische Winterspelen 2014 in Sotsji, Rusland. 
Van de zes deelnemers (drie mannen en drie vrouwen) die hun vaderland vertegenwoordigden op deze editie van de Winterspelen, nam alpineskiester Noelle Barahona voor de derde opeenvolgende keer deel.

## Deelnemers en resultaten
(m) = mannen, (v) = vrouwen 

### Alpineskiën
| Olympiër         | Onderdeel        | Resultaat | Prestatie                                                              |
| ---------------- | ---------------- | --------- | ---------------------------------------------------------------------- |
| Eugenio Claro    | reuzenslalom (m) | DNF       | 1e run: niet gefinisht                                                 |
| Eugenio Claro    | slalom (m)       | DNF-2     | 1e run: 57,08 (63e) 2e run: niet gefinisht                             |
| Eugenio Claro    | super g (m)      | 45e       | 1:23.31 (+5,17)                                                        |
| Henrik von Appen | combinatie (m)   | 32e       | afdaling: 1.58,49 (40e) slalom: 1.00,42 (30e) totaal: 2.58,91 (+13,71) |
| Henrik von Appen | afdaling (m)     | 41e       | 2.13,16 (+6,93)                                                        |
| Henrik von Appen | reuzenslalom (m) | DNF       | 1e run: niet gefinisht                                                 |
| Henrik von Appen | super g (m)      | 32e       | 1.21,88 (+3,74)                                                        |
|                  |                  |           |                                                                        |
| Noelle Barahona  | combinatie (v)   | DNF       | afdaling: niet gefinisht                                               |
| Noelle Barahona  | afdaling (v)     | 34e       | 1.49,70 (+8,13)                                                        |
| Noelle Barahona  | reuzenslalom (v) | 42e       | 1e run: 1.25,02 (45e) 2e run: 1.24,84 (43e) totaal: 2.49,86 (+12,99)   |
| Noelle Barahona  | slalom (v)       | DNF       | 1e run: niet gefinisht                                                 |

### Freestyleskiën
| Olympiër          | Onderdeel      | Resultaat | Prestatie                                                                           |
| ----------------- | -------------- | --------- | ----------------------------------------------------------------------------------- |
| Stephanie Joffroy | skicross (v)   | 16e       | plaatsingsronde: DNF (28e) achtste finales heat 3: 2e kwart finale heat 2: DNF (4e) |
| Dominique Ohaco   | slopestyle (v) | 13e       | kwalificatie: 69.60 / 51.40                                                         |

### Langlaufen
| Olympiër                 | Onderdeel  | Resultaat | Prestatie                        |
| ------------------------ | ---------- | --------- | -------------------------------- |
| Yonathan Jesus Fernandez | sprint (m) | 84e       | kwalificatie: 4.58,63 (+1.30,28) |